# Deelnemers UEFA-toernooien Engeland
Onderstaande tabellen bevatten de deelnemers aan de UEFA-toernooien uit Engeland.

## Mannen
NB Klikken op de clubnaam geeft een link naar het Wikipedia-artikel over het betreffende toernooi in het betreffende seizoen.
| Seizoen | Europacup I                                                           | Europacup II                                                                          | Jaarbeursstedenbeker                                                                  |                                                 |
| ------- | --------------------------------------------------------------------- | ------------------------------------------------------------------------------------- | ------------------------------------------------------------------------------------- | ----------------------------------------------- |
| 1955/56 |                                                                       |                                                                                       | 1955-58: Birmingham City Londen XI                                                    |                                                 |
| 1956/57 | Manchester United                                                     |                                                                                       |                                                                                       |                                                 |
| 1957/58 | Manchester United                                                     |                                                                                       |                                                                                       |                                                 |
| 1958/59 | Wolverhampton Wanderers                                               |                                                                                       | 1958-60: Birmingham City Chelsea                                                      |                                                 |
| 1959/60 | Wolverhampton Wanderers                                               |                                                                                       |                                                                                       |                                                 |
| 1960/61 | Burnley                                                               | Wolverhampton Wanderers                                                               | Birmingham City                                                                       |                                                 |
| 1961/62 | Tottenham Hotspur                                                     | Leicester City                                                                        | Birmingham City Nottingham Forest Sheffield Wednesday                                 |                                                 |
| 1962/63 | Ipswich Town                                                          | Tottenham Hotspur                                                                     | Everton                                                                               |                                                 |
| 1963/64 | Everton                                                               | Manchester United Tottenham Hotspur                                                   | Arsenal Sheffield Wednesday                                                           |                                                 |
| 1964/65 | Liverpool                                                             | West Ham United                                                                       | Everton Manchester United                                                             |                                                 |
| 1965/66 | Manchester United                                                     | Liverpool West Ham United                                                             | Chelsea Everton Leeds United                                                          |                                                 |
| 1966/67 | Liverpool                                                             | Everton                                                                               | Burnley Leeds United West Bromwich Albion                                             |                                                 |
| 1967/68 | Manchester United                                                     | Tottenham Hotspur                                                                     | Leeds United Liverpool Nottingham Forest                                              |                                                 |
| 1968/69 | Manchester City Manchester United                                     | West Bromwich Albion                                                                  | Chelsea Leeds United Liverpool Newcastle United                                       |                                                 |
| 1969/70 | Leeds United                                                          | Manchester City                                                                       | Arsenal Liverpool Newcastle United Southampton                                        |                                                 |
| 1970/71 | Everton                                                               | Chelsea Manchester City                                                               | Arsenal Coventry City Leeds United Liverpool Newcastle United                         |                                                 |
| Seizoen | Europacup I                                                           | Europacup II                                                                          | UEFA Cup                                                                              |                                                 |
| 1971/72 | Arsenal                                                               | Chelsea Liverpool                                                                     | Leeds United Southampton Tottenham Hotspur Wolverhampton Wanderers                    |                                                 |
| 1972/73 | Derby County                                                          | Leeds United                                                                          | Liverpool Manchester City Stoke City Tottenham Hotspur                                |                                                 |
| 1973/74 | Liverpool                                                             | Sunderland                                                                            | Ipswich Town Leeds United Tottenham Hotspur Wolverhampton Wanderers                   |                                                 |
| 1974/75 | Leeds United                                                          | Liverpool                                                                             | Derby County Ipswich Town Stoke City Wolverhampton Wanderers                          |                                                 |
| 1975/76 | Derby County                                                          | West Ham United                                                                       | Aston Villa Everton Ipswich Town Liverpool                                            |                                                 |
| 1976/77 | Liverpool                                                             | Southampton                                                                           | Derby County Manchester City Manchester United Queens Park Rangers                    |                                                 |
| 1977/78 | Liverpool                                                             | Manchester United                                                                     | Aston Villa Ipswich Town Manchester City Newcastle United                             |                                                 |
| 1978/79 | Liverpool Nottingham Forest                                           | Ipswich Town                                                                          | Arsenal Everton Manchester City West Bromwich Albion                                  |                                                 |
| 1979/80 | Liverpool Nottingham Forest                                           | Arsenal                                                                               | Everton Ipswich Town Leeds United West Bromwich Albion                                |                                                 |
| 1980/81 | Liverpool Nottingham Forest                                           | West Ham United                                                                       | Ipswich Town Manchester United Wolverhampton Wanderers                                |                                                 |
| 1981/82 | Aston Villa Liverpool                                                 | Tottenham Hotspur                                                                     | Arsenal Ipswich Town Southampton West Bromwich Albion                                 |                                                 |
| 1982/83 | Aston Villa Liverpool                                                 | Tottenham Hotspur                                                                     | Arsenal Ipswich Town Manchester United Southampton                                    |                                                 |
| 1983/84 | Liverpool                                                             | Manchester United                                                                     | Aston Villa Nottingham Forest Tottenham Hotspurl Watford                              |                                                 |
| 1984/85 | Liverpool                                                             | Everton                                                                               | Manchester United Nottingham Forest Queens Park Rangers Southampton Tottenham Hotspur |                                                 |
| 1985/86 |                                                                       |                                                                                       |                                                                                       |                                                 |
| 1986/87 |                                                                       |                                                                                       |                                                                                       |                                                 |
| 1987/88 |                                                                       |                                                                                       |                                                                                       |                                                 |
| 1988/89 |                                                                       |                                                                                       |                                                                                       |                                                 |
| 1989/90 |                                                                       |                                                                                       |                                                                                       |                                                 |
| 1990/91 |                                                                       | Manchester United                                                                     | Aston Villa                                                                           |                                                 |
| 1991/92 | Arsenal                                                               | Manchester United Tottenham Hotspur                                                   | Liverpool                                                                             |                                                 |
| Seizoen | Champions League                                                      | Europacup II                                                                          | UEFA Cup                                                                              | Intertoto Cup                                   |
| 1992/93 | Leeds United                                                          | Liverpool                                                                             | Manchester United Sheffield Wednesday                                                 |                                                 |
| 1993/94 | Manchester United                                                     | Arsenal                                                                               | Aston Villa Norwich City                                                              |                                                 |
| 1994/95 | Manchester United                                                     | Arsenal Chelsea                                                                       | Aston Villa Blackburn Rovers Newcastle United                                         |                                                 |
| 1995/96 | Blackburn Rovers                                                      | Everton                                                                               | Leeds United Liverpool Manchester United Nottingham Forest                            | Sheffield Wednesday Tottenham Hotspur Wimbledon |
| 1996/97 | Manchester United                                                     | Liverpool                                                                             | Arsenal Aston Villa Newcastle United                                                  |                                                 |
| 1997/98 | Manchester United Newcastle United                                    | Chelsea                                                                               | Arsenal Aston Villa Leicester City Liverpool                                          |                                                 |
| 1998/99 | Arsenal Manchester United                                             | Chelsea Newcastle United                                                              | Aston Villa Blackburn Rovers Leeds United Liverpool                                   | Crystal Palace                                  |
| Seizoen | Champions League                                                      | UEFA Cup                                                                              | Intertoto Cup                                                                         |                                                 |
| 1999/00 | Arsenal -> Chelsea Manchester United                                  | Arsenal Leeds United Newcastle United Tottenham Hotspur West Ham United               | <- West Ham United                                                                    |                                                 |
| 2000/01 | Arsenal Leeds United Manchester United                                | Chelsea Leicester City Liverpool                                                      | Aston Villa Bradford City                                                             |                                                 |
| 2001/02 | Arsenal Liverpool Manchester United                                   | Chelsea Ipswich Town Leeds United Aston Villa                                         | <- Aston Villa Newcastle United                                                       |                                                 |
| 2002/03 | Arsenal Liverpool -> Manchester United Newcastle United               | Liverpool Blackburn Rovers Chelsea Ipswich Town Leeds United Fulham                   | Aston Villa <- Fulham                                                                 |                                                 |
| 2003/04 | Arsenal Chelsea Manchester United Newcastle United ->                 | Newcastle United Blackburn Rovers Liverpool Manchester City Southampton               |                                                                                       |                                                 |
| 2004/05 | Arsenal Chelsea Liverpool Manchester United                           | Middlesbrough Millwall Newcastle United                                               |                                                                                       |                                                 |
| 2005/06 | Arsenal Chelsea Everton -> Liverpool Manchester United                | Everton Bolton Wanderers Middlesbrough                                                | Newcastle United                                                                      |                                                 |
| 2006/07 | Arsenal Chelsea Liverpool Manchester United                           | Blackburn Rovers Tottenham Hotspur West Ham United Newcastle United                   | <- Newcastle United                                                                   |                                                 |
| 2007/08 | Arsenal Chelsea Liverpool Manchester United                           | Bolton Wanderers Everton Tottenham Hotspur Blackburn Rovers                           | <- Blackburn Rovers                                                                   |                                                 |
| 2008/09 | Arsenal Chelsea Liverpool Manchester United                           | Everton Manchester City Portsmouth Tottenham Hotspur Aston Villa                      | <- Aston Villa                                                                        |                                                 |
| Seizoen | Champions League                                                      | Europa League                                                                         |                                                                                       |                                                 |
| 2009/10 | Arsenal Chelsea Liverpool -> Manchester United                        | Liverpool Aston Villa Everton Fulham                                                  |                                                                                       |                                                 |
| 2010/11 | Arsenal Chelsea Manchester United Tottenham Hotspur                   | Aston Villa Liverpool Manchester City                                                 |                                                                                       |                                                 |
| 2011/12 | Arsenal Chelsea Manchester City -> Manchester United ->               | Manchester City Manchester United Birmingham City Fulham Stoke City Tottenham Hotspur |                                                                                       |                                                 |
| 2012/13 | Arsenal Chelsea -> Manchester City Manchester United                  | Chelsea Liverpool Newcastle United Tottenham Hotspur                                  |                                                                                       |                                                 |
| 2013/14 | Arsenal Chelsea Manchester City Manchester United                     | Swansea City Tottenham Hotspur Wigan Athletic                                         |                                                                                       |                                                 |
| 2014/15 | Arsenal Chelsea Liverpool -> Manchester City                          | Liverpool Everton Hull City Tottenham Hotspur                                         |                                                                                       |                                                 |
| 2015/16 | Arsenal Chelsea Manchester City Manchester United ->                  | Manchester United Liverpool Southampton Tottenham Hotspur West Ham United             |                                                                                       |                                                 |
| 2016/17 | Arsenal Leicester City Manchester City Tottenham Hotspur ->           | Tottenham Hotspur Manchester United Southampton West Ham United                       |                                                                                       |                                                 |
| 2017/18 | Chelsea Liverpool Manchester City Manchester United Tottenham Hotspur | Arsenal Everton                                                                       |                                                                                       |                                                 |
| 2018/19 | Liverpool Manchester City Manchester United Tottenham Hotspur         | Arsenal Burnley Chelsea                                                               |                                                                                       |                                                 |
| 2019/20 | Chelsea Liverpool Manchester City Tottenham Hotspur                   | Arsenal Manchester United Wolverhampton Wanderers                                     |                                                                                       |                                                 |
| 2020/21 | Chelsea Liverpool Manchester City Manchester United ->                | Manchester United Arsenal Leicester City Tottenham Hotspur                            |                                                                                       |                                                 |
| Seizoen | Champions League                                                      | Europa League                                                                         | Europa Conference League                                                              |                                                 |
| 2021/22 | Chelsea Liverpool Manchester City Manchester United                   | Leicester City West Ham United                                                        | Tottenham Hotspur                                                                     |                                                 |

### Deelnames
Aantal seizoenen
| 46x Liverpool FC 44x Manchester United FC 36x Arsenal FC 30x Chelsea FC 29x Tottenham Hotspur FC 21x Manchester City FC 18x Leeds United AFC 17x Aston Villa FC 17x Everton FC 16x Newcastle United FC 12x Ipswich Town FC 09x Southampton FC 09x West Ham United FC 08x Nottingham Forest FC 08x Wolverhampton Wanderers FC 07x Blackburn Rovers FC 06x Leicester City FC 05x Birmingham City FC 05x West Bromwich Albion FC 04x Derby County FC 04x Sheffield Wednesday FC | 03x Burnley FC 03x Fulham FC 03x Stoke City FC 02x Bolton Wanderers FC 02x Middlesbrough FC 02x Queens Park Rangers FC 01x Bradford City AFC 01x Coventry City FC 01x Crystal Palace FC 01x Hull City AFC 01x Londen XI 01x Millwall FC 01x Norwich City FC 01x Portsmouth FC 01x Sunderland AFC 01x Swansea City AFC (exclusief 7x Wales) 01x Watford FC 01x Wigan Athletic FC 01x Wimbledon FC |

## Vrouwen
NB Klikken op de clubnaam geeft een link naar het Wikipedia-artikel over het betreffende toernooi in het betreffende seizoen.
| Seizoen | Women's Cup                     |
| ------- | ------------------------------- |
| 2001/02 | Arsenal                         |
| 2002/03 | Arsenal                         |
| 2003/04 | Fulham                          |
| 2004/05 | Arsenal                         |
| 2005/06 | Arsenal                         |
| 2006/07 | Arsenal                         |
| 2007/08 | Arsenal Everton                 |
| 2008/09 | Arsenal                         |
| Seizoen | Champions League                |
| 2009/10 | Arsenal Everton                 |
| 2010/11 | Arsenal Everton                 |
| 2011/12 | Arsenal Bristol Academy         |
| 2012/13 | Arsenal Birmingham City         |
| 2013/14 | Arsenal Birmingham City         |
| 2014/15 | Bristol Academy Liverpool       |
| 2015/16 | Chelsea Liverpool               |
| 2016/17 | Chelsea Manchester City         |
| 2017/18 | Chelsea Manchester City         |
| 2018/19 | Chelsea Manchester City         |
| 2019/20 | Arsenal Manchester City         |
| 2020/21 | Chelsea Manchester City         |
| 2021/22 | Arsenal Chelsea Manchester City |

### Deelnames
14x Arsenal WFC
06x Chelsea LFC
06x Manchester City WFC
03x Everton LFC
02x Birmingham City LFC
02x Bristol Academy WFC
02x Liverpool LFC
01x WFC Fulham
Albanië ·
Andorra ·
Armenië ·
Azerbeidzjan ·
België ·
Bosnië en Herzegovina ·
Bulgarije ·
Cyprus ·
Denemarken ·
Duitsland ·
Engeland ·
Estland ·
Faeröer ·
Finland ·
Frankrijk ·
Georgië ·
Gibraltar ·
Griekenland ·
Hongarije ·
Ierland ·
IJsland ·
Israël ·
Italië ·
Kazachstan ·
Kroatië ·
Kosovo ·
Letland ·
Liechtenstein ·
Litouwen ·
Luxemburg ·
Malta ·
Moldavië ·
Montenegro ·
Nederland ·
Noord-Ierland ·
Noord-Macedonië ·
Noorwegen ·
Oekraïne ·
Oostenrijk ·
Polen ·
Portugal ·
Roemenië ·
Rusland ·
San Marino ·
Schotland ·
Servië ·
Slovenië ·
Slowakije ·
Spanje ·
Tsjechië ·
Turkije ·
Wales ·
Wit-Rusland ·
Zweden ·
Zwitserland

Historie:
DDR ·
Joegoslavië ·
Saarland ·
Sovjet-Unie ·
Tsjecho-Slowakije